# Constantijn Konstantinovitsj van Rusland

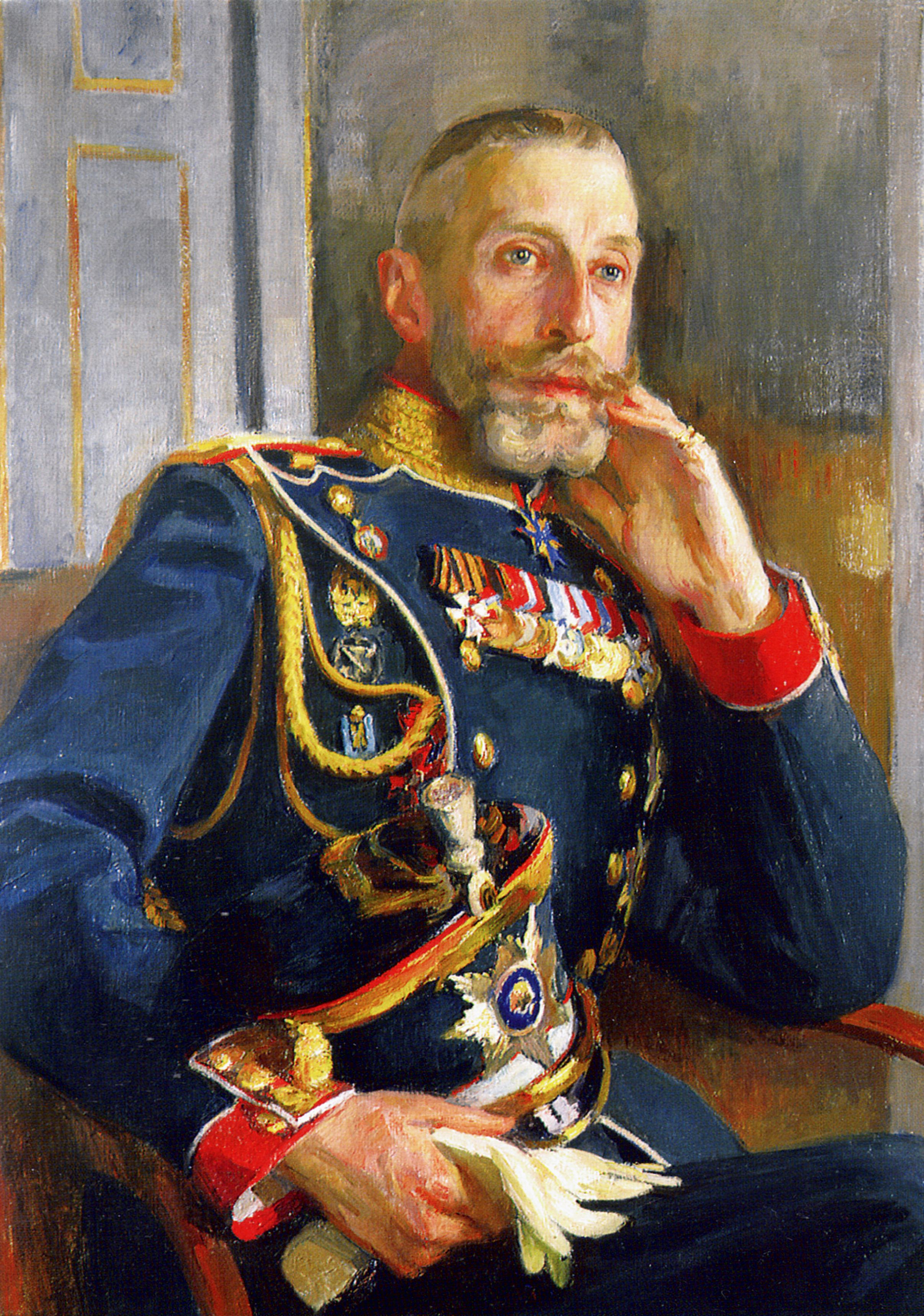
Constantijn Konstantinovitsj Romanov, door Osip Braz.

Constantijn Konstantinovitsj Romanov (Russisch: Константин Константинович Романов) (Strelna, 22 augustus 1858 – Sint-Petersburg, 15 juni 1915), grootvorst van Rusland, was een kleinzoon van tsaar Nicolaas I van Rusland. Hij was een bekend Russisch dichter en toneelschrijver. Hij is vooral bekend onder zijn schrijversnaam “K.R.”.

## Jeugd
Constantijn werd op 22 augustus 1858 te Strelna, Rusland, geboren als de zoon van Constantijn Nikolajevitsj van Rusland en diens echtgenote, Alexandra van Saksen-Altenburg. Zijn vader was een zoon van tsaar Nicolaas I. Zijn oudste zus, Olga, trouwde met in 1867 George I van Griekenland en werd Koningin van Griekenland.
Zijn jeugd stond in het teken van studeren, hij kreeg les in vakken als geschiedenis, (klassieke) talen, muziek en verschillende militairgetinte vakken. Van de mannelijke leden van de Romanov-familie werd verwacht dat ze een carrière in het leger begonnen. Constantijn was echter meer geïnteresseerd in talen, kunst en muziek dan in het leger. Desondanks sloot hij zich na zijn scholing aan bij de Keizerlijke Russische Marine, zoals zijn vader ook had gedaan. In deze tijd reisde hij naar veel landen, waaronder de V.S.. De marine beviel hem echter niet en hij sloot zich aan bij het Izmailovsky Regiment van de keizerlijke garde. Tijdens zijn dienst in dit regiment ontdekte hij zijn homoseksuele neigingen, waar hij zijn hele leven nog mee zou strijden vanwege zijn Russisch-orthodoxe geloof en de beperkingen van die tijd.

## Huwelijk en gezin
Ondanks zijn homoseksualiteit wilde Constantijn op de eerste plaats de keizerlijke familie dienen. Dus begon hij een zoektocht naar een geschikte bruid, volgens traditie een Duitse prinses. Op 26-jarige leeftijd, op 27 april 1884 trouwde hij in Sint Petersburg met prinses Elisabeth van Saksen-Altenburg, de dochter van Maurits van Saksen-Altenburg en dus de zus van Ernst II van Saksen-Altenburg. Door het huwelijk kreeg Elisabeth de naam “Grootvorstin Elisabeth Mavrikievna van Rusland”. Binnen de familie had ze de bijnaam “Mavra”. Elisabeth bleef Luthers en bekeerde zich na haar huwelijk niet tot de Russisch-orthodoxe Kerk, wat wel gebruikelijk was. Normaal gesproken zou dit voor opschudding hebben gezorgd, maar Constantijn stond zo ver in de lijn van troonopvolging dat niemand zich hier druk om maakte. Grootvorst Constantijn wordt door verschillende bronnen omschreven als een toegewijde echtgenoot en een liefhebbende vader. Hij vestigde zich met zijn gezin in het paleis te Pavlovsk, een buitenstad van Sint-Petersburg.

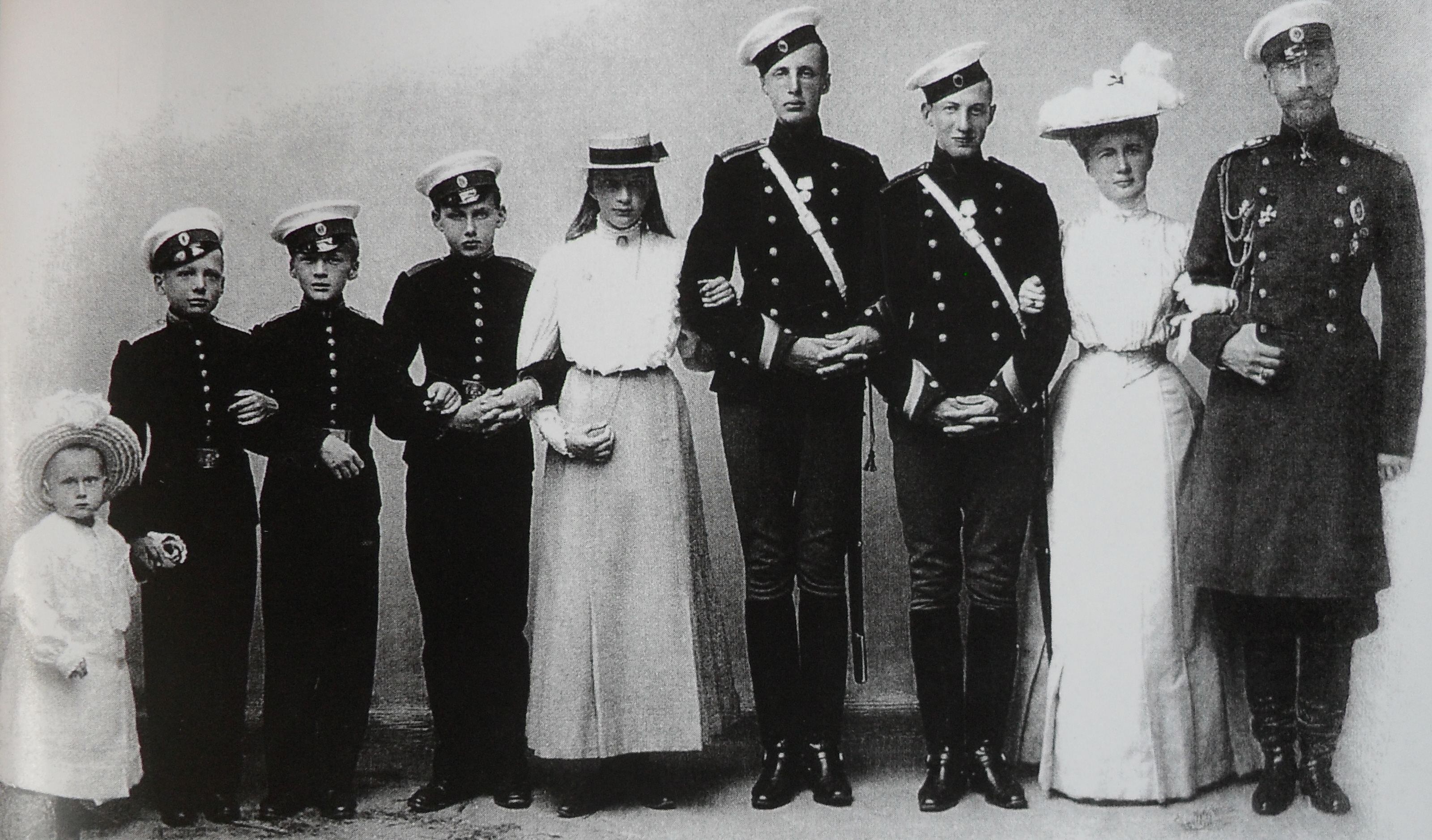
Constantijns familie. George, Igor, Oleg, Constantijn, Tatjana, Gabriel, Ivan, Elisabeth en Constantijn zelf, 1905

Constantijn en Elisabeth kregen in totaal negen kinderen:
- Ivan (1886-1918), geëxecuteerd door de bolsjewieken
- Gabriël (1887-1955)
- Tatjana (1890-1970)
- Constantijn (1891-1918), geëxecuteerd door de bolsjewieken
- Oleg (1892-1914), stierf tijdens de Eerste Wereldoorlog
- Igor (1894-1918), geëxecuteerd door bolsjewieken
- George (1903-1938)
- Natalja (1905), stierf twee maanden na haar geboorte
- Vera (1906-2001)

Ivan trouwde in 1911 met prinses Helena Petrovna van Servië, de dochter van Peter I van Servië. Tatjana trouwde in datzelfde jaar met prins Constantijn Bagration van Moechrani, een Georgische aristocraat. Beide huwelijken werden met toestemming van de tsaar gesloten in tegenstelling tot de vele morganatische huwelijken in de keizerlijke familie.
De kinderen van Constantijn waren de eerste slachtoffers van de Familiewet, die tsaar Alexander III invoerde. Deze hield in dat alleen de kinderen en kleinkinderen in mannelijke lijn de titel “Grootvorst” of “Grootvorstin” kregen en dat achterkleinkinderen en hun afstammelingen de lagere titel “Prins van Rusland” of “Prinses van Rusland” kregen. Deze wet werd ingevoerd zodat het aantal leden van de keizerlijke familie die staatssalaris kregen, werd verkleind.

## Publieke leven
Nadat hij het leger had verlaten, hield hij zich vooral bezig met zijn grote passie: de kunsten. Constantijn was de weldoener van de Russische kunst en zelf een bekende kunstenaar. Hij was een getalenteerde pianist en man van de letteren. Hij stichtte verschillende literaire verenigingen, vertaalde buitenlandse werken in het Russisch en schreef gedichten en toneelstukken, waarin hij zelf af en toe ook een rol had.
Zijn creativiteit en toewijding aan zijn familie maakte hem geliefd bij Alexander III en Nicolaas II. Alexander III gaf Constantijn enkele erefuncties bij organisaties. Constantijn en zijn echtgenote waren erg hecht met Nicolaas II en tsarina Alexandra Fjodorovna, in tegenstelling tot veel andere grootvorsten, die door het tsarenpaar werd beschouwd als playboys.

## Geheim leven

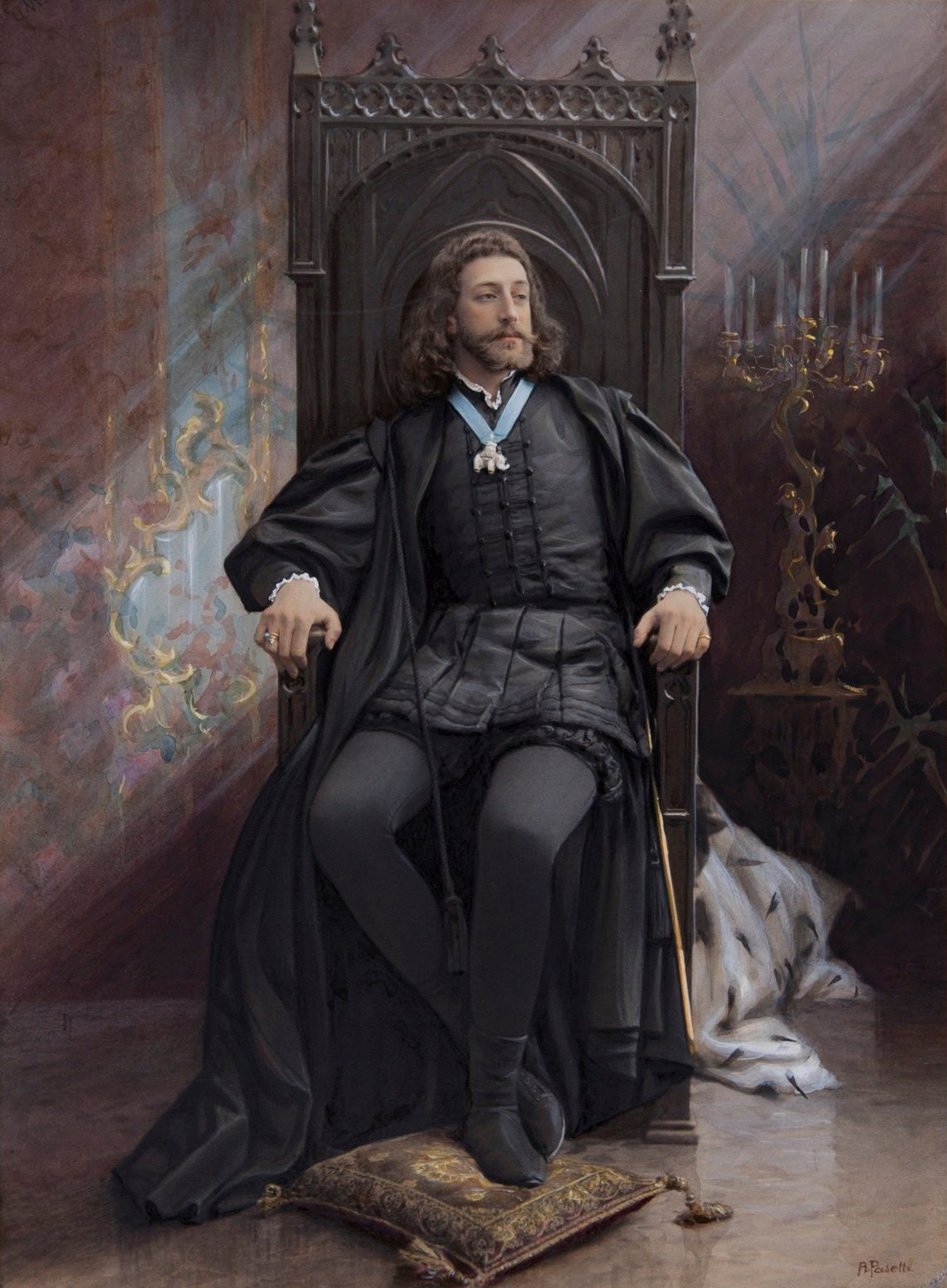
Als Hamlet, 1899

In zijn publieke leven was Constantijn toegewijd aan de kunsten en aan zijn familie, waardoor hij een soort rolmodel was. Lang na zijn dood werden zijn dagboeken gepubliceerd en kwam men te weten dat hij een geheim leven leidde, dat een groot contrast vormde met zijn publieke leven. Niemand kon denken dat Constantijn, toegewijd echtgenoot en vader van negen kinderen, homoseksuele relaties had.
Hier kreeg hij voor het eerste mee te maken tijdens zijn dienst in de Keizerlijke Wacht. In die tijd en tijdens zijn huwelijk probeerde hij zijn gevoelens te onderdrukken. Ondanks de liefde voor zijn echtgenote kon hij de verleidingen niet weerstaan, waaraan een man van zijn afkomst werd blootgesteld. In zijn dagboeken schrijft Constantijn dat hij tussen 1893 en 1899 geen homoseksuele contacten had. Bij de geboorte van zijn zevende kind was Constantijn echter een vaste klant bij verschillende mannenbordelen in Sint-Petersburg. Uit zijn dagboeken blijkt dat zijn leven gekenmerkt werd tussen afwisseling aan het onderdrukken van en toegeven aan zijn homoseksuele gevoelens.

## Oorlogsjaren en dood
Toen de Eerste Wereldoorlog uitbrak, waren Constantijn en zijn vrouw Elisabeth in Duitsland, waar ze een kuuroord bezochten. Ze besloten snel terug te keren naar Rusland, maar werden daarbij tegengehouden door de Duitse autoriteiten, die beweerden dat de grootvorst en zijn vrouw politieke gevangenen waren. Elisabeth stuurde hierop een brief naar het keizerlijke paar van Duitsland voor hun hulp. Uiteindelijk kregen ze toestemming het land te verlaten. Constantijn raakte erg verzwakt en zijn gezondheid was erg slecht toen ze uiteindelijk in Sint-Petersburg, dat toen was omgedoopt tot Petrograd.
Constantijn moest veel offers brengen voor de Eerste Wereldoorlog. Vijf van zijn zes zonen dienden in het Russische leger en in oktober 1914 stierf zijn jongste zoon, prins Oleg, die dodelijk gewond was geraakt in het gevecht tegen de Duitsers. In maart verloor hij ook nog zijn schoonzoon, prins Constantijn Bagration-Moechrani. Deze tegenslagen verergerden Constantijns conditie en hij stierf uiteindelijk op 15 juni 1915. Door zijn dood werd hij gespaard voor het lijden van zijn familie tijdens de Russische Revolutie.

## Lot van zijn gezin
Zijn zonen Ivan, Gabriël, Constantijn en Igor werden gearresteerd na de machtsovername door de bolsjewieken in oktober 1917. Gabriël werd in Petrograd vastgehouden, maar de andere zonen werden naar Alapajevsk, een kleine stad in de bergen van de Oeral. Daar werden ze enkele maanden gevangen gehouden met Elisabeth Fjodorovna, Sergej Michajlovitsj en Vladimir Palej. In de nacht van 17 op 18 juli 1918 (24 uur na de moord op Nicolaas II en zijn gezin) werden de gevangenen door de bolsjewieken vermoord. Hun lichamen werden teruggevonden in een verlaten mijnschacht door het Witte leger. Ze werden uiteindelijk herbegraven in de Kerk van de Martelaren in de buurt van Peking, China.
Prins Gabriël werd uiteindelijk vrijgelaten door de tussenkomst van Maksim Gorki, die tevergeefs ook andere Romanovs had geprobeerd te redden. Gabriël en zijn vrouw, met wie hij na de Revolutie was getrouwd, verhuisden naar Parijs, waar Gabriël in 1955 stierf.
Prinses Tatjana, die weduwe was geworden, vluchtte met haar kinderen naar Roemenië. Ze trad uiteindelijk toe tot het klooster en stierf in 1979 in Jeruzalem, waar ze hegoemena van het Russisch-orthodox klooster op de Olijfberg was.
Constantijns vrouw en twee jongste kinderen, prins Georg en prinses Vera, bleven in Pavlovsk. In de herfst van 1918 kregen ze toestemming van de bolsjewieken om naar Zweden te verhuizen, waar ze door Victoria van Baden, de Zweedse koningin, waren uitgenodigd. Elisabeth verhuisde vervolgens naar België en later naar haar geboortestad Altenburg, waar ze in 1927 aan kanker stierf. Prins Georg en prinses Vera stierven beiden in New York, Georg in 1938 en Vera in 2001.
- Bibliothèque nationale de France: cb14633978h (data)
- Gemeinsame Normdatei: 119502526
- International Standard Name Identifier: 0000 0000 8350 9005
- Library of Congress Control Number: n88082518
- Nationale Bibliotheek van Letland: 000060135
- MusicBrainz: 6e65a0cb-8536-43d4-888b-9ebe8d11b66d
- Nationale Bibliotheek van Tsjechië: jn20020509004
- Nationale Bibliotheek van Israël: 987007301022505171
- Nationale Bibliotheek van Polen: a0000001134617
- Nederlandse Thesaurus van Auteursnamen: 101443374
- LIBRIS: 216406
- Système universitaire de documentation: 119563711
- Virtual International Authority File: 2726664
- WorldCat: E39PBJbRmr6pXx8JKT37CVWkXd